# Pallidochromis tokolosh
Pallidochromis tokolosh – gatunek słodkowodnej ryby z rodziny pielęgnicowatych (Cichlidae), jedyny przedstawiciel rodzaju Pallidochromis. 

## Występowanie
Gatunek endemiczny jeziora Malawi w Afryce, szeroko rozprzestrzeniony w jego południowej części.

## Opis
Osiąga w naturze do 28 cm długości. Drapieżna.